# Upcycling

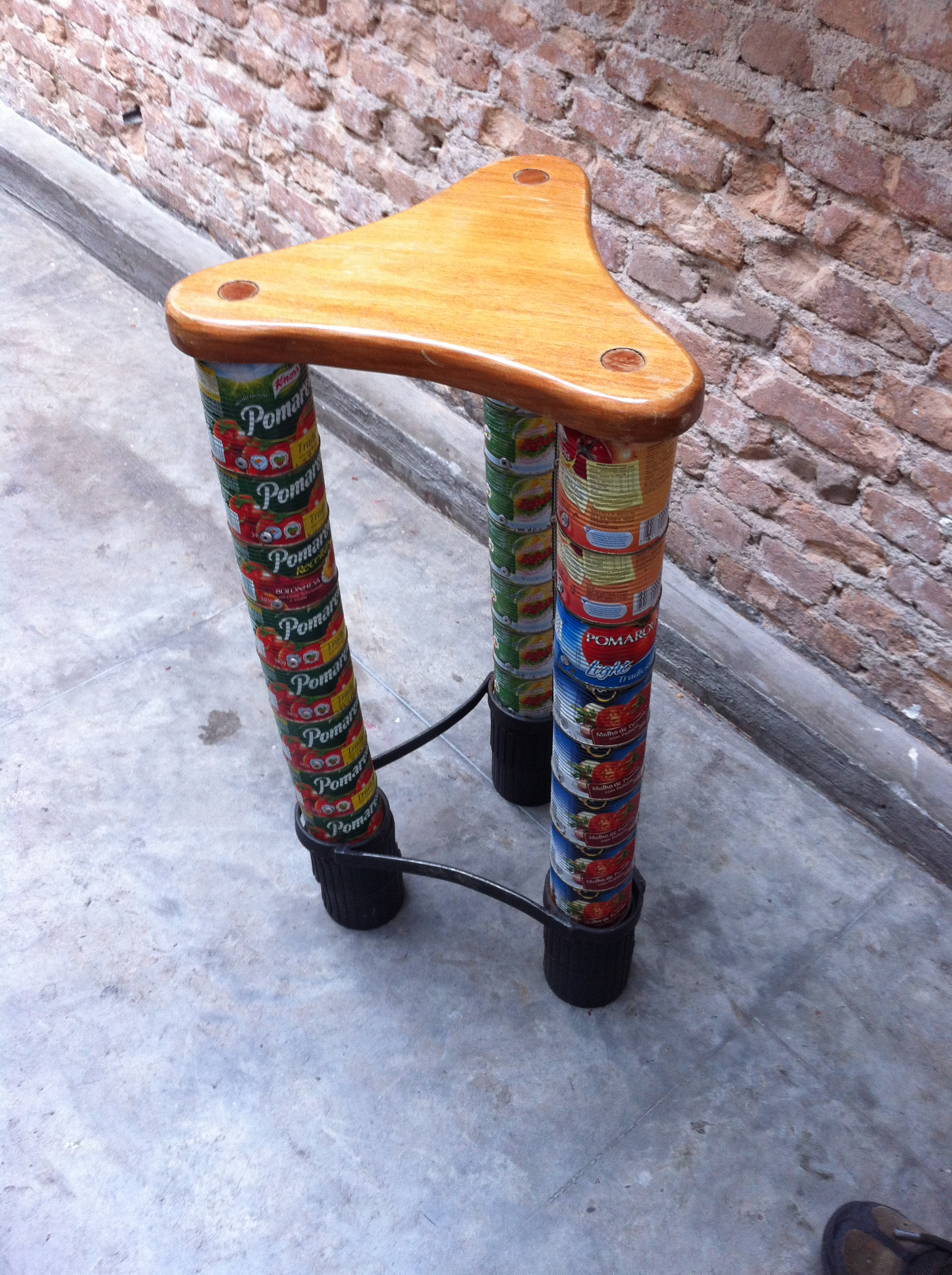
Banco feito com latas de alumínio.

O upcycling é o processo de uso de subprodutos, resíduos, peças aparentemente inúteis na criação de novos produtos, sem desintegrar a peça, numa função diferente da qual o produto ou partes dele foram inicialmente projetados.

## História
Upcycling é o oposto do downcycling, que é a outra metade do processo da reciclagem. Downcycling envolve a conversão de materiais e produtos em novos materiais de menor qualidade. O primeiro registro de uso do termo upcycling foi por Reine Pilz da Pilz GmbH, em entrevista para Kay Thornton da Salvo, 1994.
"Reciclagem", disse, "Eu chamo isso de downcycling. Eles quebram tijolos, concreto, eles quebram tudo. O que precisamos é de upcycling, onde é dado mais valor aos produtos antigos e não menos". Ele se desespera com a situação alemã e lembra o fornecimento de uma grande quantidade de blocos de madeira recuperada de um fornecedor inglês para um contrato em Nuremberg, enquanto apenas abaixo da estrada uma carga de blocos semelhante foi desmantelada. "Em estradas próximas estava o resultado da reciclagem de resíduos de demolição dos alemães. Era um amontoado rosado de tijolo artesanal, azulejos antigos e peças antigas de utilidade misturados com concreto esmagado. É este o futuro da Europa?"
O termo upcycling também foi usado por William McDonough e Michael Braungart em seu livro Cradle to Cradle: Remaking the Way We Make Things, de 2002. Eles afirmam que o objetivo do upcycling é evitar desperdício de materiais potencialmente úteis, fazendo uso dos já existentes. Isso reduz o consumo de novas matérias-primas durante a criação de novos produtos. Reduzir o uso de novas matérias-primas pode resultar em uma redução do consumo de energia, poluição do ar, poluição da água e até as emissões de gases de efeito estufa.

## Tecnologias potenciais
A produção mundial de plástico foi de 280 milhões de toneladas em 2011 e os níveis de produção estão a aumentar todos os anos. A sua eliminação aleatória causa graves danos ambientais, como a criação da Grande Porção de Lixo do Pacífico. Em 2018, o consumo anual global de plástico aumentou para mais de 320 milhões de toneladas. Para resolver este problema, está a ser investigado o emprego de tecnologias e processos modernos para reutilizar os resíduos de plástico como substrato barato. O objetivo é trazer este material do fluxo de resíduos de volta à corrente principal através do desenvolvimento de processos que criem uma procura económica para eles.
Uma abordagem neste domínio envolve a conversão de resíduos plásticos (como o LDPE, o PET e o HDPE) em microesferas paramagnéticas e condutoras ou em nanomateriais de carbono através da aplicação de temperaturas elevadas e da deposição de vapor químico. A nível molecular, o tratamento de polímeros como o polipropileno ou os termoplásticos com feixes de elétrons (doses de cerca de 150 kGy) pode aumentar as propriedades dos materiais, como a resistência à flexão e a elasticidade, e constitui uma forma ecológica e sustentável de os reciclar. Está a ser desenvolvida investigação ativa para a biotransformação de resíduos de plástico (por exemplo, politereftalato de etileno e poliuretano) em bioplástico PHA utilizando bactérias. O PET pode ser convertido em PHA biodegradável utilizando uma combinação de temperatura e tratamento microbiano. Primeiro, é pirolisado a 450 °C e o ácido tereftálico resultante é utilizado como substrato para os micro-organismos, que o convertem finalmente em PHA. Semelhante à abordagem acima referida é a combinação de nanomateriais como nanotubos de carbono com casca de laranja em pó como material compósito. Este pode ser utilizado para remover corantes sintéticos das águas residuais.